# Baby Driver
Baby Driver är en amerikansk/brittisk action-kriminalfilm från 2017 skriven och regisserad av Edgar Wright. Filmen handlar om Baby (Ansel Elgort), en musikälskare som är tvungen att arbeta som en flyktbilförare för gangsterledaren Doc (Kevin Spacey). Filmen har en koreografi där skådespelarnas handlingar synkroniseras med filmens soundtrack.

## Rollista (i urval)
- Ansel Elgort – Baby / Miles[6]
  - Hudson Meek – Miles som ung
- Kevin Spacey – Doc
- Lily James – Debora
- Jamie Foxx – Bats / Leon Jefferson III
- Jon Hamm – Buddy / Jason Van Horn
- Eiza González – Darling / Monica Castello[7]
- Jon Bernthal – Griff
- Flea – Eddie "No-Nose"[8]
- Lanny Joon – JD
- CJ Jones – Joseph
- Sky Ferreira – Babys mamma
- Lance Palmer – Babys pappa
- Big Boi – Resteuranggäst #1[9]
- Killer Mike – Resteuranggäst #2[9]
- Paul Williams – "The Butcher"[9]
- Jon Spencer – Fängelsevakt[9]
- Micah Howard – "Barista"
- Morgan Brown – Gatupredikant
- Sidney och Thurman Sewell – Hellcat gangster #1 och #2 (cameo)[10]
- Walter Hill – Domstolstolk